# Bridgette Kerkove
Bridgette Kerkove (Los Ángeles, California; 8 de febrero de 1977) es una actriz pornográfica, directora y productora estadounidense de cine erótico, siendo especialmente reconocida por sus penetraciones anales extremas.
Kerkove comenzó en la industria del cine porno en 1998 y ha actuado en cientos de títulos en su carrera. Comenzó a dirigir en 2001, trabajando para compañías como la Metro Studios y No Boundaries. Su primer título como directora fue Babe Illustrated 15.

## Premios
- 2000 AVN Award – Best New Starlet[4]
- 2001 AVN Award – Most Outrageous Sex Scene – In The Days of Whore[4]
- 2001 Venus Award – Best American Actress[3]
- 2002 AVN Award – Best Group Sex Scene, Video – Succubus[4]
- 2011 AVN Hall of Fame[5]